# Gomphidictinus perakensis
Espèce
Synonymes
- Gomphidia perakensis Laidlaw, 1902[1]
- Gomphidictinus wheeleri Fraser, 1942[1]

Statut de conservation UICN

 LC  : Préoccupation mineure
Gomphidictinus perakensis est une espèce monotypique de libellules de la famille des Gomphidae (sous-ordre des Anisoptères, ordre des Odonates). La perte de son habitat par la coupe forestière est la principale menace pour cette espèce.

## Systématique
L'espèce Gomphidictinus perakensis a été initialement décrite en 1902 par Frank Fortescue Laidlaw (d) sous le protonyme de Gomphidia perakensis sur la base d'un seul spécimen mâle prélevé en forêt dans le bas du Gunong Inas.

## Répartition
Cette espèce est mentionnée en Malaisie péninsulaire, en Thailande, au Viêt Nam et au Laos.

## Habitat
Gomphidictinus perakensis fréquente les rivières forestières. La larve se retrouve dans le fond de l'eau, cachée profondément dans le substrat de feuilles mortes.

## Description
L'holotype de Gomphidictinus perakensis, un mâle, mesure 78 mm de longueur totale dont 54 mm pour l'abdomen. Se ailes mesurent également 54 mm. Sa teinte générale est noir parsemé de taches jaune safran. Ses ailes, opalescentes, sont réticulées de noir.

## Étymologie
Son nom spécifique, composé de perak et du suffixe latin -ensis, « qui vit dans, qui habite », lui a été donné en référence au lieu de sa découverte, Gunong Inas au Perak. 

## Publication originale
- (en) F. F. Laidlaw, « On a collection of dragon-flies made by members of the Skeat expedition in the Malay peninsula in 1899-1900 », Proceedings of the Zoological Society of London, Londres, ZSL, vol. 1902, no 1,‎ 1902, p. 63-92 (ISSN 0370-2774, OCLC 1779524, BNF 32843178, lire en ligne).